# Argonauta (sous-marin, 1931)
Pour les articles homonymes, voir Argonauta (sous-marin).
Le Argonauta  est un sous-marin, navire de tête de la classe Argonauta (sous-classe de la Serie 600, en service dans la Regia Marina lancé au début des années 1930 et ayant servi pendant la Seconde Guerre mondiale.

## Caractéristiques
La classe Argonauta est dérivée des anciens sous-marins de la classe Squalo, qui ont déplacé 660 tonnes en surface et 813 tonnes en immersion. Les sous-marins mesuraient 61,5 mètres de long, avaient une largeur de 5,7 mètres et un tirant d'eau de 4,7 mètres. Ils avaient une profondeur de plongée opérationnelle de 80 mètres. Leur équipage comptait 44 officiers et hommes d'équipage.
Pour la navigation de surface, les sous-marins étaient propulsés par deux moteurs diesel CRDA de 615 chevaux (452 kW), chacun entraînant un arbre d'hélice. En immersion, chaque hélice était entraînée par un moteur électrique CRDA de 400 chevaux-vapeur (298 kW). Ils pouvaient atteindre 14 noeuds (26 km/h) en surface et 8 noeuds (15 km/h) sous l'eau. En surface, la classe Argonauta avait une autonomie de 3 180 milles nautiques (5 889 km) à 10,5 noeuds (19,4 km/h). En immersion, elle avait une autonomie de 110 milles nautiques (203 km) à 3 noeuds (5,6 km/h).
Les sous-marins étaient armés de six tubes lance-torpilles de 53,3 centimètres (21 pouces), quatre à l'avant et deux à l'arrière, pour lesquels ils transportaient un total de 12 torpilles. Ils étaient également armés d'un seul canon de pont 102/35 Model 1914 à l'avant de la tour de contrôle (kiosque) pour le combat en surface. Leur armement anti-aérien consistait en deux mitrailleuses Breda Model 1931 de 13,2 mm.

## Construction et mise en service
Le Argonauta est construit par le chantier naval Cantieri Riuniti dell'Adriatico (CRDA) de Monfalcone en Italie, et mis sur cale le 9 novembre 1929. Il est lancé le 10 janvier 1931 et est achevé et mis en service le 1er janvier 1932. Il est commissionné le même jour dans la Regia Marina.

## Historique
Après son entrée en service, le Argonauta a passé quelques mois à Pula et Monfalcone.
En 1932, il est stationné à Tarente et l'année suivante, sa base est déplacée à Messine. En 1933, il effectue un long voyage d'entraînement dans les eaux méditerranéennes.
Dans les années 1930, il est employé à l'entraînement. En 1936, il est transféré à Tobrouk, au sein du 61e escadron de sous-marins,.
Immédiatement avant l'entrée en guerre de l'Italie, il a été envoyé en mission offensive à cent milles nautiques (1 850 km) au nord-est d'Alexandrie, sous le commandement du lieutenant de vaisseau (tenente di vascello) Vittorio Cavicchia Scalamonti,,. Le 21 juin, il a été détecté par des destroyers et bombardé de grenades sous-marines. Le périscope d'attaque a été détruit et le sous-marin, bien qu'il ait finalement réussi à échapper à la chasse, a subi d'autres dommages d'une certaine gravité, qui l'ont obligé à retourner à Tobrouk, où il est arrivé le lendemain, dans l'après-midi,,.
Après quelques réparations temporaires dans la base libyenne, le 27 juin, à 21h45, il est parti pour recevoir des travaux plus approfondis à l'arsenal de Tarente (la route à suivre aurait été la suivante : cabotage le long de la côte libyenne jusqu'au cap Ras el Hilal, puis route nord-nord-ouest jusqu'au cap Colonna), mais on n'a plus entendu parler du sous-marin,,.
Deux actions anti-sous-marines peuvent, selon toute probabilité, avoir déterminé la fin de le Argonauta:
- une attaque avec des grenades sous-marines lancée à 6h15 le 29 juin par les destroyers britanniques HMS Dainty (H53), HMS Defender (H07) et HMS Ilex (D61) (à laquelle ont également participé deux autres destroyers, HMS Decoy (H75) et HMS Voyager (G36)) à la position géographique de 35° 16′ N, 20° 20′ E, lors de l'opération britannique "MA 3" (si tel est le cas, le Argonauta a été coulé à environ un tiers de sa longueur)[4],[5],[6] (cette version est la plus connue et la plus généralement acceptée) ;
- une attaque (avec largage de bombes) effectuée par un hydravion Short Sunderland à 14h50 du 29 juin contre un sous-marin à la profondeur de périscope, à la position géographique de 7° 29′ N, 19° 51′ E, croyant avoir coulé ce navire (mais vu la vitesse du Argonauta, il semble peu probable qu'il ait pu se trouver dans cette position, trop avancé)[4].

Avec la disparition du sous-marin, le commandant Cavicchia Scalamonti, 4 autres officiers et 43 sous-officiers et marins décèdent.
Le Argonauta n'avait effectué que deux missions de guerre (une offensive et un transfert) pour un total de 1 400 milles nautiques (2 592 km) de navigation en surface et 350 milles nautiques (648 km) en immersion.